# قائمة التسوق

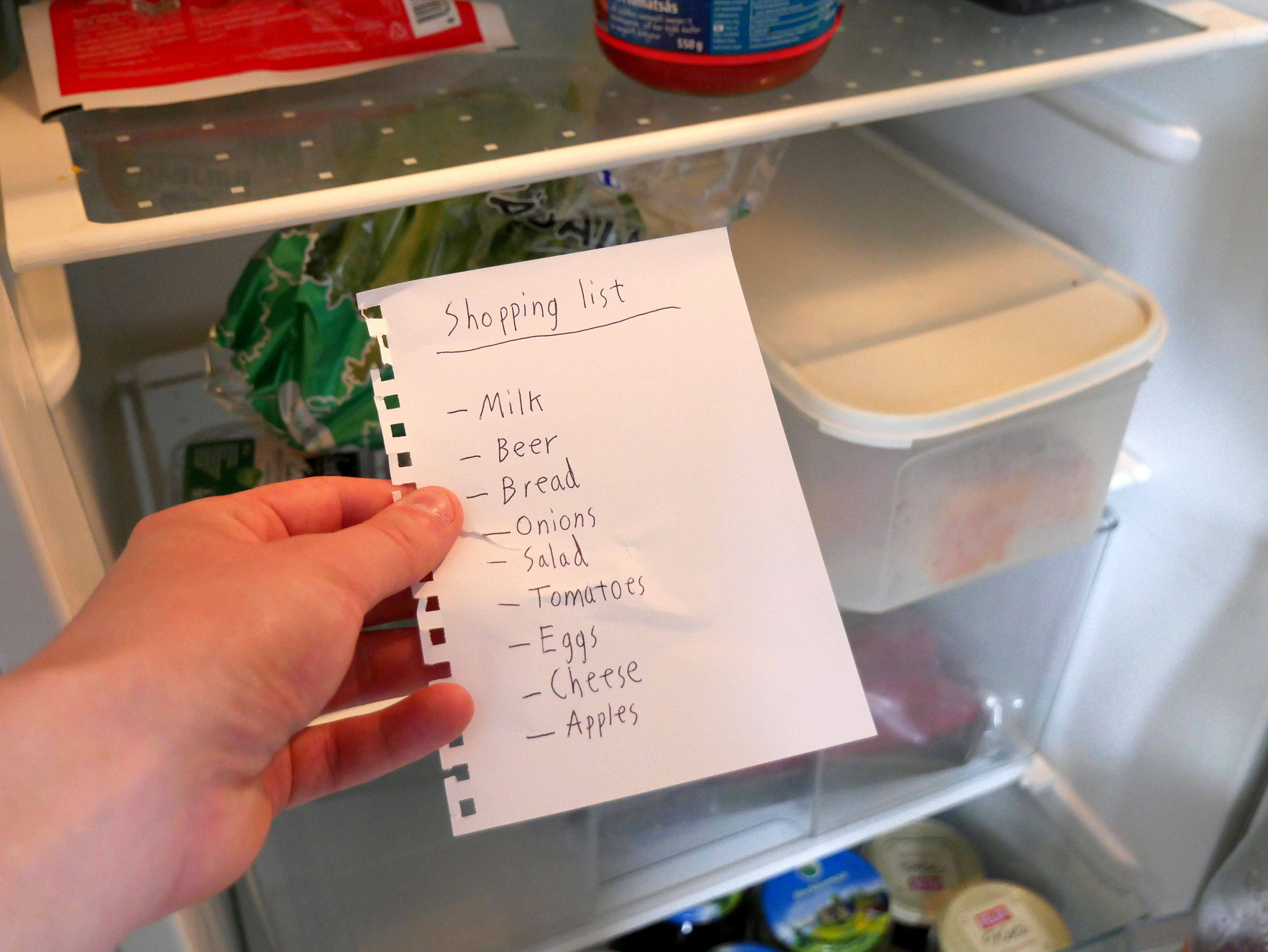
قائمة تسوق البقالة مكتوبة بالقلم على ورقة من دفتر ملاحظات

قائمة التسوق هي قائمة بالعناصر اللازمة للشراء من قبل المتسوق. غالبًا ما يقوم المستهلكون بإعداد قائمة تسوق البقالة للشراء في الزيارة التالية لمتجر البقالة (قائمة البقالة). كانت قائمة التسوق معروفة منذ 2000 سنة قبل الميلاد في بلاد الرافدين القديمة. هناك أمثلة باقية لقوائم التسوق الرومانية  والإنجيلية.
قد تكون قائمة التسوق نفسها مجرد قطعة من قصاصة ورق أو شيء أكثر تفصيلاً. هناك لائحة ممغنطة لإبقاء القائمة الإضافية متوفرة في المنزل وعادة على الثلاجة ولكن يمكن استخدام أي مشبك مغناطيسي به قصاصات ورق لتحقيق نفس النتيجة. حتى أن هناك جهاز محدد يقوم بتوزيع شريط من لفائف الورق لاستخدامها في قائمة التسوق. تأتي بعض عربات التسوق مزودة بحافظة ورق لوحية صغيرة لتناسب قوائم التسوق.

## علم النفس
قد يرتبط استخدام قوائم التسوق بأنواع الشخصيات. هناك «اختلافات ديموغرافية بين المتسوقين الذين يستعملون القائمة والمتسوقين الذين لا يستعملونها؛ فالأرجح أن تكون الأولى من الإناث بينما من المرجح أن تكون الأخيرة من ليس لديهم أطفال». تذكر أن قائمة التسوق هي تجربة قياسية في علم النفس. التسوق باستخدام قائمة هو الدليل السلوكي لإنقاص الوزن شائعة الاستخدام صُممة لتقليل مشتريات المواد الغذائية وبالتالي استهلاك الغذاء. تنقسم الدراسات حول فعالية هذه التقنية.
تظهر بعض الدراسات أن ما يقرب من 40 ٪ من المتسوقين البقالة يستخدمون قوائم التسوق  بينما تظهر دراسات أخرى أن 61-67 ٪ من الذين يستخدمون قوائم  من العناصر المدرجة تم شراء 80 ٪ منها، ومع ذلك شكلت العناصر المدرجة فقط 40 ٪ من إجمالي العناصر التي تم شراؤها. يؤثر استخدام قوائم التسوق بشكل واضح على سلوك التسوق. «تقلل قوائم التسوق المكتوبة بشكل كبير من متوسط الإنفاق».

## القوائم الإضافية
قد يتم إعداد القائمة مباشرة قبل رحلة التسوق أو تنشأ احتياجات التسوق بشكل تدريجي خلال الأسبوع. عادةً لا تحتوي القوائم الإضافية على بنية وتضاف العناصر الجديدة في أسفل القائمة فور ظهورها. إذا تم إعداد القائمة مباشرة قبل الاستخدام فيمكن تنظيمها حسب تصميم المتجر (على سبيل المثال يتم تجميع الأطعمة المجمدة معا في القائمة) لتقليل الوقت في المتجر. يمكن تنظيم القوائم المطبوعة بنفس الطريقة.

## القوائم الإلكترونية
تتيح أجهزة الحاسب المنزلية للمستهلكين لطباعة قائمة مخصصة خاصة بهم بحيث يتم ببساطة بتأشير على العناصر بدلاً من كتابتها أو يمكنهم ضبط القائمة بالكامل على الحاسوب باستخدام برنامج تخصيص قائمة تسوق. تتخلص أجهزة المساعد الرقمي الشخصي من الحاجة إلى قائمة ورقية بالكامل ويمكن استخدامها للمساعدة في إجراء مقارنة التسوق. يوجد برنامج عبر الإنترنت لضبط قوائم التسوق من الهاتف المحمول وكذلك على شبكة الإنترنت. عادة ما توفر مواقع التجارة الإلكترونية قائمة تسوق عبر الإنترنت للمتسوقين المتكررين في الموقع.